# L'Homme élastique
L'Homme élastique est un roman affilié au merveilleux scientifique de l'écrivain français Jacques Spitz, paru en 1938 aux Éditions Gallimard. 
Composé de deux parties, cette œuvre présente dans un premier temps les expériences du docteur Flohr qui met au point un procédé pour réduire ou agrandir un objet ou une personne, puis dans un deuxième temps, les conséquences sociales inattendues de l'invention.

## Résumé
Convaincu de l'élasticité de l'atome, le docteur Flohr met au point un procédé permettant de réduire ou d'agrandir un sujet inanimé ou vivant. À la suite de cette découverte, l'armée française le contacte pour qu'il applique ce procédé à un escadron afin d'obtenir des mini-soldats capables de franchir les lignes ennemies sans être repérés.
Quelques années après la guerre, l'application belliqueuse de l'invention est délaissée au profit des possibilités esthétiques qu'elle permet. Ainsi, la bonne société utilise l'appareil pour modifier son apparence au gré des modes.

## L'auteur
Pour un article plus général, voir Jacques Spitz.

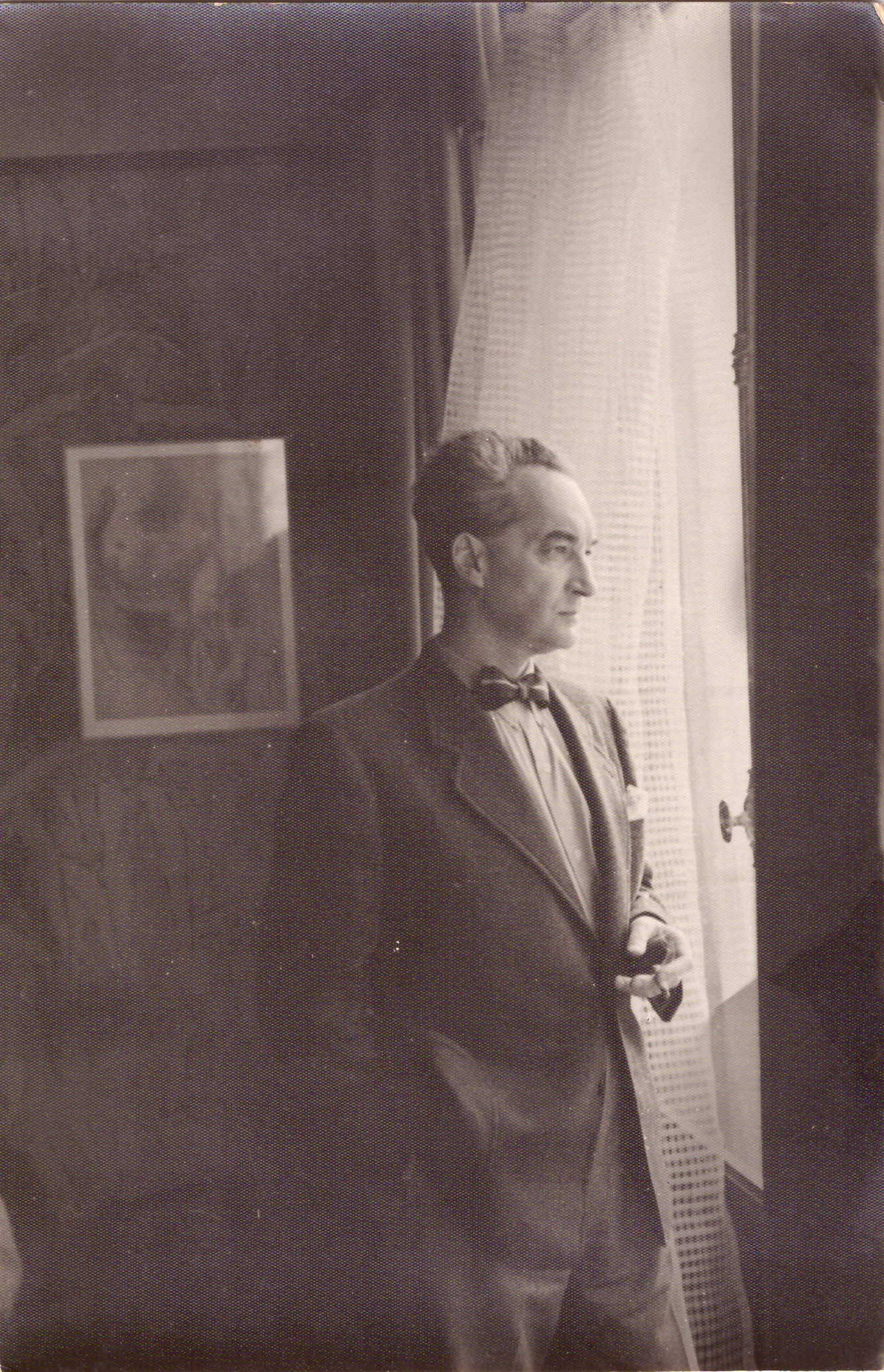
Jacques Spitz

Jacques Spitz (1896 - 1963) est un écrivain assez méconnu. Il reste pourtant un des écrivains majeurs de la littérature de la science-fiction française durant la première décennie du XXe siècle. 

## Éditions
- Gallimard, coll. « Les Romans fantastiques », 1938
- Bibliothèque Marabout, coll. « Marabout Science-Fiction », no 483, 1974
- Bragelonne, coll. « Trésor de la SF », no 5, 2009 dans le recueil Joyeuses Apocalypses  (ISBN 978-2352942887)

## Hommage
Dans la bande dessinée La Brigade chimérique, les auteurs Serge Lehman et Fabrice Colin rendent hommage au héros de Jacques Spitz en représentant le docteur Flohr en train de faire ses expériences sur l'homme élastique. Celui-ci échappe d'ailleurs au contrôle du docteur et, manipulé par le Nyctalope, attaque l'Institut du radium dirigé par Irène et Frédéric Joliot-Curie.